# Codec de áudio

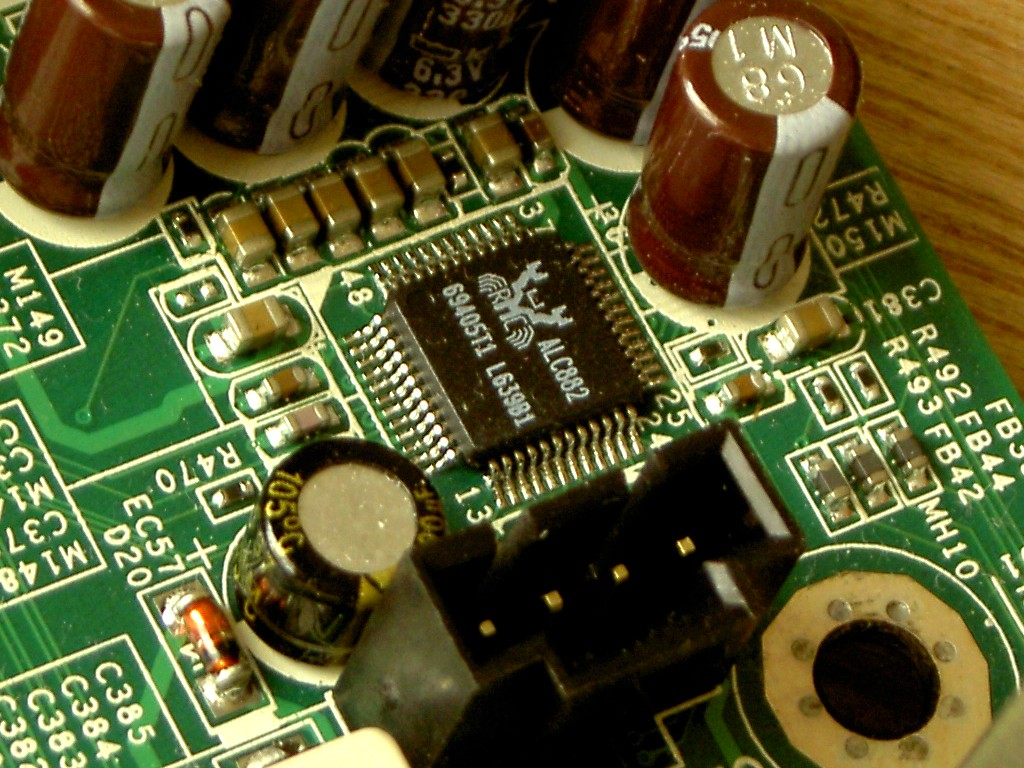
Codec de áudio Realtek ALC 882 HD Audio Codec.

Um codec de áudio é um dispositivo de hardware ou um programa de computador que codifica/decodifica dados de áudio digital de acordo com um determinado tipo de arquivo de áudio ou áudio "streaming". O termo codec é uma combinação de coder-decoder ("compressor/descompressor"). O objeto do algoritmo dum codec é representar os sinais de alta fidelidade do áudio com a quantidade mínima de bits, preservando ao mesmo tempo a qualidade. Isto pode efetivamente reduzir o espaço de armazenamento e a largura de banda exigidos para transmissão do arquivo de áudio armazenado. A maioria dos codecs são implementados como bibliotecas que servem de interface para um ou mais tocadores de mídia, tais como o XMMS, Winamp ou o Windows Media Player.
Em alguns contextos, a expressão "codec de áudio" pode referir-se à implementação de hardware duma placa de som. Quando usada desta maneira, a expressão codec de áudio refere-se ao dispositivo que codifica um sinal de áudio analógico.